# والتر رايس شارب
والتر رايس شارب (بالإنجليزية: Walter Rice Sharp)‏ هو عالم سياسة أمريكي، ولد في 25 يناير 1896، وتوفي في 27 مارس 1977 في بالو ألتو في الولايات المتحدة.